# Coppa Libertadores 2008
La Copa Libertadores 2008 è stata la 49ª edizione della Coppa Libertadores, massima competizione calcistica continentale del Sud America, organizzata annualmente dalla CONMEBOL.
Il trofeo è stato vinto dalla LDU Quito, prima squadra ecuadoriana a vincere la competizione.
Oltre alla squadra detentrice del trofeo, ammessa direttamente, per ogni nazione, hanno avuto accesso tre squadre. Due club sono entrati in gara direttamente alla fase a gruppi, una squadra per nazione ha avuto accesso al turno preliminare. Brasile e Argentina hanno qualificato alla Libertadores cinque squadre a testa, ma gli argentini hanno ottenuto per questa edizione un sesto piazzamento supplementare, schierando il Boca Juniors, Campione del Sud America in carica.

## Squadre qualificate
| Nazione           | Squadra                          | Fase del torneo           |
| ----------------- | -------------------------------- | ------------------------- |
| Argentina 6 posti | Boca Juniors (detentore)         | fase a gruppi             |
| Argentina 6 posti | Estudiantes                      | fase a gruppi             |
| Argentina 6 posti | San Lorenzo                      | fase a gruppi             |
| Argentina 6 posti | River Plate                      | fase a gruppi             |
| Argentina 6 posti | Arsenal de Sarandí               | supera il preliminare     |
| Argentina 6 posti | Lanús                            | supera il preliminare     |
| Bolivia 3 posti   | Real Potosí                      | fase a gruppi             |
| Bolivia 3 posti   | San José                         | fase a gruppi             |
| Bolivia 3 posti   | La Paz                           | eliminato nel preliminare |
| Brasile 5 posti   | Fluminense                       | fase a gruppi             |
| Brasile 5 posti   | San Paolo                        | fase a gruppi             |
| Brasile 5 posti   | Santos                           | fase a gruppi             |
| Brasile 5 posti   | Flamengo                         | fase a gruppi             |
| Brasile 5 posti   | Cruzeiro                         | supera il preliminare     |
| Cile 3 posti      | Colo-Colo                        | fase a gruppi             |
| Cile 3 posti      | Universidad Católica             | fase a gruppi             |
| Cile 3 posti      | Audax Italiano                   | supera il preliminare     |
| Colombia 3 posti  | Atlético Nacional                | fase a gruppi             |
| Colombia 3 posti  | Cúcuta Deportivo                 | fase a gruppi             |
| Colombia 3 posti  | Boyacá Chicó                     | eliminato nel preliminare |
| Ecuador 3 posti   | LDU Quito                        | fase a gruppi             |
| Ecuador 3 posti   | Deportivo Cuenca                 | fase a gruppi             |
| Ecuador 3 posti   | Olmedo                           | eliminato nel preliminare |
| Messico 3 posti   | Chivas de Guadalajara            | fase a gruppi             |
| Messico 3 posti   | América                          | fase a gruppi             |
| Messico 3 posti   | Atlas                            | supera il preliminare     |
| Paraguay 3 posti  | Sportivo Luqueño                 | fase a gruppi             |
| Paraguay 3 posti  | Libertad                         | fase a gruppi             |
| Paraguay 3 posti  | Cerro Porteño                    | eliminato nel preliminare |
| Perù 3 posti      | Universidad San Martín de Porres | fase a gruppi             |
| Perù 3 posti      | Coronel Bolognesi                | fase a gruppi             |
| Perù 3 posti      | Cienciano                        | supera il preliminare     |
| Uruguay 3 posti   | Danubio                          | fase a gruppi             |
| Uruguay 3 posti   | Nacional Montevideo              | fase a gruppi             |
| Uruguay 3 posti   | Montevideo Wanderers             | eliminato nel preliminare |
| Venezuela 3 posti | Caracas FC                       | fase a gruppi             |
| Venezuela 3 posti | Maracaibo                        | fase a gruppi             |
| Venezuela 3 posti | Mineros                          | eliminato nel preliminare |

## Turno Preliminare
| Squadra 1            | Totale   | Squadra 2       | Andata | Ritorno |
| -------------------- | -------- | --------------- | ------ | ------- |
| Olmedo               | 1-3      | Lanus           | 1-0    | 0-3     |
| Cruzeiro             | 6-3      | Cerro Porteno   | 3-1    | 3-2     |
| Mineros              | 2-3      | Arsenal Sarandì | 0-2    | 2-1     |
| La Paz               | 1-2      | Atlas           | 0-2    | 1-0     |
| Montevideo Wanderers | 0-1      | Cienciano       | 0-1    | 0-0     |
| Audax Italiano       | 4-4 (gf) | Boyacá Chicó FC | 3-4    | 1-0     |

Andata 30 e 31 gennaio, ritorno 5, 6, 7 e 12 febbraio 2008.

## Fase a gironi
Si svolge dal 12 febbraio al 23 aprile 2008. Vi prendono parte 32 squadre distribuite in otto gruppi da quattro: sei sono argentine, cinque brasiliane, tre cilene, messicane e peruviane, due boliviane, colombiane, ecuadoriane, paraguaiane, uruguaiane e venezuelane.

### Gruppo 1
| Squadra        | Punti | Gioc. | V | P | S | GF | GS | DF |
| -------------- | ----- | ----- | - | - | - | -- | -- | -- |
| 1. Cruzeiro    | 11    | 6     | 3 | 2 | 1 | 11 | 7  | +4 |
| 2. San Lorenzo | 10    | 6     | 3 | 1 | 2 | 8  | 7  | -1 |
| 3. Caracas     | 7     | 6     | 2 | 1 | 3 | 6  | 11 | -5 |
| 4. Real Potosí | 6     | 6     | 2 | 0 | 4 | 11 | 11 | 0  |

|             | CAR | CRU | RPO | SLO |
| ----------- | --- | --- | --- | --- |
| Caracas     | –   | 1–1 | 2–1 | 2–0 |
| Cruzeiro    | 3–0 | –   | 3–0 | 3–1 |
| Real Potosí | 3–1 | 5–1 | –   | 2–3 |
| San Lorenzo | 3–0 | 0–0 | 1–0 | –   |

### Gruppo 2
| Squadra             | Punti | Gioc. | V | P | S | GF | GS | DF |
| ------------------- | ----- | ----- | - | - | - | -- | -- | -- |
| 1. Estudiantes (LP) | 11    | 6     | 3 | 2 | 1 | 9  | 5  | +4 |
| 2. Lanús            | 10    | 6     | 2 | 4 | 0 | 9  | 6  | +3 |
| 3. Deportivo Cuenca | 6     | 6     | 1 | 3 | 2 | 2  | 5  | -3 |
| 4. Danubio          | 4     | 6     | 1 | 1 | 4 | 5  | 9  | -4 |

|                  | DAN | CUE | EST | LAN |
| ---------------- | --- | --- | --- | --- |
| Danubio          | –   | 2–0 | 1–2 | 1–2 |
| Deportivo Cuenca | 0–0 | –   | 1–0 | 1–1 |
| Estudiantes (LP) | 2–0 | 2–0 | –   | 0–0 |
| Lanús            | 3–1 | 0–0 | 3–3 | –   |

### Gruppo 3
| Squadra         | Punti | Gioc. | V | P | S | GF | GS | DF  |
| --------------- | ----- | ----- | - | - | - | -- | -- | --- |
| 1. Atlas        | 11    | 6     | 3 | 2 | 1 | 11 | 6  | +3  |
| 2. Boca Juniors | 10    | 6     | 3 | 1 | 2 | 12 | 9  | +3  |
| 3. Colo-Colo    | 10    | 6     | 3 | 1 | 2 | 11 | 9  | +2  |
| 4. UA Maracaibo | 2     | 6     | 0 | 2 | 4 | 3  | 13 | -10 |

|              | ATL | BOC | COL | MAR |
| ------------ | --- | --- | --- | --- |
| Atlas        | –   | 3–1 | 3–0 | 3–0 |
| Boca Juniors | 3–0 | –   | 4–3 | 3–0 |
| Colo-Colo    | 1–1 | 2–0 | –   | 2–0 |
| UA Maracaibo | 1–1 | 1–1 | 1–3 | –   |

### Gruppo 4
| Squadra              | Punti | Gioc. | V | P | S | GF | GS | DF |
| -------------------- | ----- | ----- | - | - | - | -- | -- | -- |
| 1. Flamengo          | 13    | 6     | 4 | 1 | 1 | 9  | 4  | +5 |
| 2. Nacional          | 12    | 6     | 4 | 0 | 2 | 9  | 5  | +4 |
| 3. Cienciano         | 7     | 6     | 2 | 1 | 3 | 5  | 9  | -4 |
| 4. Cor. Bolognesi FC | 2     | 6     | 0 | 2 | 4 | 0  | 5  | -5 |

|                   | CIE | BOL | FLA | NAC |
| ----------------- | --- | --- | --- | --- |
| Cienciano         | –   | 1–0 | 0–3 | 2–1 |
| Cor. Bolognesi FC | 0–0 | –   | 0–0 | 0–1 |
| Flamengo          | 2–1 | 2–0 | –   | 2–0 |
| Nacional          | 3–1 | 1–0 | 3–0 | –   |

### Gruppo 5
| Squadra                 | Punti | Gioc. | V | P | S | GF | GS | DF |
| ----------------------- | ----- | ----- | - | - | - | -- | -- | -- |
| 1. River Plate          | 12    | 6     | 4 | 0 | 2 | 14 | 8  | +6 |
| 2. América              | 9     | 6     | 3 | 0 | 3 | 10 | 10 | 0  |
| 4. Universidad Católica | 9     | 6     | 3 | 0 | 3 | 6  | 6  | 0  |
| 3. Univ. San Martín     | 6     | 6     | 2 | 0 | 4 | 4  | 10 | -6 |

|                      | AME | RIV | UCA | USM |
| -------------------- | --- | --- | --- | --- |
| América              | –   | 4–3 | 2–1 | 3–1 |
| River Plate          | 2–1 | –   | 2–0 | 5–0 |
| Universidad Católica | 2–0 | 1–2 | –   | 1–0 |
| Univ. San Martín     | 1–0 | 2–0 | 0–1 | –   |

### Gruppo 6
| Squadra             | Punti | Gioc. | V | P | S | GF | GS | DF  |
| ------------------- | ----- | ----- | - | - | - | -- | -- | --- |
| 1. Cúcuta Deportivo | 11    | 6     | 3 | 2 | 1 | 7  | 4  | +3  |
| 2. Santos           | 10    | 6     | 3 | 1 | 2 | 13 | 6  | +7  |
| 3. Guadalajara      | 9     | 6     | 3 | 0 | 3 | 8  | 5  | +3  |
| 4. San José         | 4     | 6     | 1 | 1 | 4 | 4  | 17 | -13 |

|                  | CUC | GUA | SJO | SAN |
| ---------------- | --- | --- | --- | --- |
| Cúcuta Deportivo | –   | 1–0 | 0–0 | 0–0 |
| Guadalajara      | 0–1 | –   | 2–0 | 3–2 |
| San José         | 2–4 | 0–3 | –   | 2–1 |
| Santos           | 2–1 | 1–0 | 7–0 | –   |

### Gruppo 7
| Squadra              | Punti | Gioc. | V | P | S | GF | GS | DF |
| -------------------- | ----- | ----- | - | - | - | -- | -- | -- |
| 1. San Paolo         | 11    | 6     | 3 | 2 | 1 | 6  | 4  | +2 |
| 2. Atlético Nacional | 8     | 6     | 2 | 2 | 2 | 8  | 5  | +3 |
| 3. Sp. Luqueño       | 7     | 6     | 2 | 1 | 3 | 8  | 10 | -2 |
| 4. Audax Italiano    | 7     | 6     | 2 | 1 | 3 | 6  | 9  | -3 |

|                   | ATN | AUD | SPA | LUQ |
| ----------------- | --- | --- | --- | --- |
| Atlético Nacional | –   | 1–1 | 1–1 | 3–0 |
| Audax Italiano    | 1–0 | –   | 1–0 | 1–2 |
| San Paolo         | 1–0 | 2–1 | –   | 1–0 |
| Sp. Luqueño       | 1–3 | 4–1 | 1–1 | –   |

### Gruppo 8
| Squadra            | Punti | Gioc. | V | P | S | GF | GS | DF |
| ------------------ | ----- | ----- | - | - | - | -- | -- | -- |
| 1. Fluminense      | 13    | 6     | 4 | 1 | 1 | 11 | 3  | +8 |
| 2. LDU Quito       | 10    | 6     | 3 | 1 | 2 | 10 | 5  | +5 |
| 3. Arsenal Sarandí | 9     | 6     | 3 | 0 | 3 | 6  | 14 | -8 |
| 4. Libertad        | 3     | 6     | 1 | 0 | 5 | 5  | 10 | -5 |

|                 | ARS | FLU | LDU | LIB |
| --------------- | --- | --- | --- | --- |
| Arsenal Sarandí | –   | 2–0 | 0–1 | 1–0 |
| Fluminense      | 6–0 | –   | 1–0 | 2–0 |
| LDU Quito       | 6–1 | 0–0 | –   | 2–0 |
| Libertad        | 1–2 | 1–2 | 3–1 | –   |

## Fase ad eliminazione diretta
|  | Ottavi di finale | Ottavi di finale    | Ottavi di finale | Ottavi di finale |                  |             | Quarti di finale | Quarti di finale | Quarti di finale |  |            | Semifinali | Semifinali | Semifinali |  |            | Finale | Finale | Finale |
|  |                  |                     |                  |                  |                  |             |                  |                  |                  |  |            |            |            |            |  |            |        |        |        |
|  | 1                | Fluminense          | 2                | 1                |                  |             |                  |                  |                  |  |            |            |            |            |  |            |        |        |        |
|  | 16               | Atlético Nacional   | 1                | 0                |                  |             |                  |                  |                  |  |            |            |            |            |  |            |        |        |        |
|  | 16               | Atlético Nacional   | 1                | 0                |                  | Fluminense  | 0                | 3                |                  |  |            |            |            |            |  |            |        |        |        |
|  |                  |                     |                  |                  |                  | Fluminense  | 0                | 3                |                  |  |            |            |            |            |  |            |        |        |        |
|  |                  | San Paolo           | 1                | 1                |                  |             |                  |                  |                  |  |            |            |            |            |  |            |        |        |        |
|  | 8                | San Paolo           | 1                | 1                | San Paolo        | 0           | 2                |                  |                  |  |            |            |            |            |  |            |        |        |        |
|  | 8                |                     |                  |                  | San Paolo        | 0           | 2                |                  |                  |  |            |            |            |            |  |            |        |        |        |
|  | 9                | Nacional Montevideo | 0                | 0                |                  |             |                  |                  |                  |  |            |            |            |            |  |            |        |        |        |
|  | 9                | Nacional Montevideo | 0                | 0                |                  |             |                  |                  |                  |  | Fluminense | 2          | 3          |            |  |            |        |        |        |
|  |                  |                     |                  |                  |                  |             |                  |                  |                  |  | Fluminense | 2          | 3          |            |  |            |        |        |        |
|  |                  | Boca Juniors        | 2                | 1                |                  |             |                  |                  |                  |  |            |            |            |            |  |            |        |        |        |
|  | 5                | Boca Juniors        | 2                | 1                | Atlas            | 1           | 2                |                  |                  |  |            |            |            |            |  |            |        |        |        |
|  | 5                |                     |                  |                  | Atlas            | 1           | 2                |                  |                  |  |            |            |            |            |  |            |        |        |        |
|  | 12               | Lanús               | 0                | 2                |                  |             |                  |                  |                  |  |            |            |            |            |  |            |        |        |        |
|  | 12               | Lanús               | 0                | 2                |                  | Atlas       | 2                | 0                |                  |  |            |            |            |            |  |            |        |        |        |
|  |                  |                     |                  |                  |                  | Atlas       | 2                | 0                |                  |  |            |            |            |            |  |            |        |        |        |
|  |                  | Boca Juniors        | 2                | 3                |                  |             |                  |                  |                  |  |            |            |            |            |  |            |        |        |        |
|  | 4                | Boca Juniors        | 2                | 3                | Cruzeiro         | 1           | 1                |                  |                  |  |            |            |            |            |  |            |        |        |        |
|  | 4                |                     |                  |                  | Cruzeiro         | 1           | 1                |                  |                  |  |            |            |            |            |  |            |        |        |        |
|  | 13               | Boca Juniors        | 2                | 2                |                  |             |                  |                  |                  |  |            |            |            |            |  |            |        |        |        |
|  | 13               | Boca Juniors        | 2                | 2                |                  |             |                  |                  |                  |  |            |            |            |            |  | Fluminense | 2      | 3 (1)  |        |
|  |                  |                     |                  |                  |                  |             |                  |                  |                  |  |            |            |            |            |  | Fluminense | 2      | 3 (1)  |        |
|  |                  | LDU Quito (rig.)    | 4                | 1 (3)            |                  |             |                  |                  |                  |  |            |            |            |            |  |            |        |        |        |
|  | 2                | LDU Quito (rig.)    | 4                | 1 (3)            | América          | 2           | 3                |                  |                  |  |            |            |            |            |  |            |        |        |        |
|  | 2                |                     |                  |                  | América          | 2           | 3                |                  |                  |  |            |            |            |            |  |            |        |        |        |
|  | 15               | Flamengo            | 4                | 0                |                  |             |                  |                  |                  |  |            |            |            |            |  |            |        |        |        |
|  | 15               | Flamengo            | 4                | 0                |                  | América     | 2                | 0                |                  |  |            |            |            |            |  |            |        |        |        |
|  |                  |                     |                  |                  |                  | América     | 2                | 0                |                  |  |            |            |            |            |  |            |        |        |        |
|  |                  | Santos              | 0                | 1                |                  |             |                  |                  |                  |  |            |            |            |            |  |            |        |        |        |
|  | 7                | Santos              | 0                | 1                | Cúcuta Deportivo | 0           | 0                |                  |                  |  |            |            |            |            |  |            |        |        |        |
|  | 7                |                     |                  |                  | Cúcuta Deportivo | 0           | 0                |                  |                  |  |            |            |            |            |  |            |        |        |        |
|  | 10               | Santos              | 2                | 2                |                  |             |                  |                  |                  |  |            |            |            |            |  |            |        |        |        |
|  | 10               | Santos              | 2                | 2                |                  |             |                  |                  |                  |  | América    | 1          | 0          |            |  |            |        |        |        |
|  |                  |                     |                  |                  |                  |             |                  |                  |                  |  | América    | 1          | 0          |            |  |            |        |        |        |
|  |                  | LDU Quito           | 1                | 0                |                  |             |                  |                  |                  |  |            |            |            |            |  |            |        |        |        |
|  | 6                | LDU Quito           | 1                | 0                | River Plate      | 1           | 2                |                  |                  |  |            |            |            |            |  |            |        |        |        |
|  | 6                |                     |                  |                  | River Plate      | 1           | 2                |                  |                  |  |            |            |            |            |  |            |        |        |        |
|  | 11               | San Lorenzo         | 2                | 2                |                  |             |                  |                  |                  |  |            |            |            |            |  |            |        |        |        |
|  | 11               | San Lorenzo         | 2                | 2                |                  | San Lorenzo | 1                | 1 (3)            |                  |  |            |            |            |            |  |            |        |        |        |
|  |                  |                     |                  |                  |                  | San Lorenzo | 1                | 1 (3)            |                  |  |            |            |            |            |  |            |        |        |        |
|  |                  | LDU Quito (rig.)    | 1                | 1 (5)            |                  |             |                  |                  |                  |  |            |            |            |            |  |            |        |        |        |
|  | 3                | LDU Quito (rig.)    | 1                | 1 (5)            | Estudiantes      | 0           | 2                |                  |                  |  |            |            |            |            |  |            |        |        |        |
|  | 3                |                     |                  |                  | Estudiantes      | 0           | 2                |                  |                  |  |            |            |            |            |  |            |        |        |        |
|  | 14               | LDU Quito           | 2                | 1                |                  |             |                  |                  |                  |  |            |            |            |            |  |            |        |        |        |

### Ottavi di finale
| Squadra 1        | Totale | Squadra 2           | Andata | Ritorno |
| ---------------- | ------ | ------------------- | ------ | ------- |
| Fluminense       | 3 – 1  | Atlético Nacional   | 2 – 1  | 1 – 0   |
| San Paolo        | 2 – 0  | Nacional Montevideo | 0 – 0  | 2 – 0   |
| Atlas            | 3 – 2  | Lanús               | 1 – 0  | 2 – 2   |
| Cruzeiro         | 2 – 4  | Boca Juniors        | 1 – 2  | 1 – 2   |
| América          | 4 – 5  | Flamengo            | 2 – 4  | 3 – 0   |
| Cúcuta Deportivo | 0 – 4  | Santos              | 0 – 2  | 0 – 2   |
| River Plate      | 3 – 4  | San Lorenzo         | 1 – 2  | 2 – 2   |
| Estudiantes      | 2 – 3  | LDU Quito           | 0 – 2  | 2 – 1   |

### Quarti di finale
| Squadra 1   | Totale            | Squadra 2    | Andata | Ritorno |
| ----------- | ----------------- | ------------ | ------ | ------- |
| Fluminense  | 3 – 2             | San Paolo    | 0 – 1  | 3 – 1   |
| Atlas       | 2 – 5             | Boca Juniors | 2 – 2  | 0 – 3   |
| América     | 2 – 1             | Santos       | 2 – 0  | 0 – 1   |
| San Lorenzo | 2 – 2 (3 – 5 dtr) | LDU Quito    | 1 – 1  | 1 – 1   |

### Semifinali
| Squadra 1  | Totale      | Squadra 2    | Andata | Ritorno |
| ---------- | ----------- | ------------ | ------ | ------- |
| Fluminense | 5 – 3       | Boca Juniors | 2 – 2  | 3 – 1   |
| América    | 1 – 1 (gfc) | LDU Quito    | 1 – 1  | 0 – 0   |

### Finale
| Squadra 1 | Totale            | Squadra 2  | Andata | Ritorno |
| --------- | ----------------- | ---------- | ------ | ------- |
| LDU Quito | 5 – 5 (3 – 1 dtr) | Fluminense | 4 – 2  | 1 – 3   |

## Classifica marcatori
| #  | Nome               | Squadra      | Gol |
| -- | ------------------ | ------------ | --- |
| 1  | Salvador Cabañas   | América      | 8   |
| 1  | Marcelo Moreno     | Cruzeiro     | 8   |
| 3  | Sebastián Abreu    | River Plate  | 7   |
| 3  | Bruno Marioni      | CF Atlas     | 7   |
| 3  | Martín Palermo     | Boca Juniors | 7   |
| 6  | Adriano            | São Paulo    | 6   |
| 6  | Kléber Pereira     | Santos       | 6   |
| 6  | Mauricio Molina    | Santos       | 6   |
| 6  | Washington         | Fluminense   | 6   |
| 10 | Gustavo Biscayzacú | Colo-Colo    | 5   |
| 10 | Marcinho           | Flamengo     | 5   |
| 10 | Ramires            | Cruzeiro     | 5   |
| 10 | Matías Urbano      | Cúcuta       | 5   |